# Crumomyia subaptera
Crumomyia subaptera är en tvåvingeart som först beskrevs av Malloch 1923.  Crumomyia subaptera ingår i släktet Crumomyia och familjen hoppflugor. Inga underarter finns listade i Catalogue of Life.